# Jan Kmiołek
Jan Kmiołek ps. Wir, Fala, Mazurek, Witold (ur. 23 lutego 1919 w Rząśniku, zm. 7 sierpnia 1952 w Warszawie) – żołnierz Armii Krajowej i podziemia antykomunistycznego.

## Życiorys
Syn Władysława i Marianny, miał 3 braci i 2 siostry. Ukończył 7 klas szkoły powszechnej, od 1938 r. pracował u kowala. Od jesieni 1941 żołnierz ZWZ-AK obwód Pułtusk. Brał udział w akcjach zbrojnych, w 1941 r. został aresztowany i umieszczony w obozie karnym w Pułtusku. Po udanej ucieczce powrócił do działalności konspiracyjnej. Ponownie aresztowany przez Niemców w 1942 r., został osadzony w obozie karnym w Ciechanowie

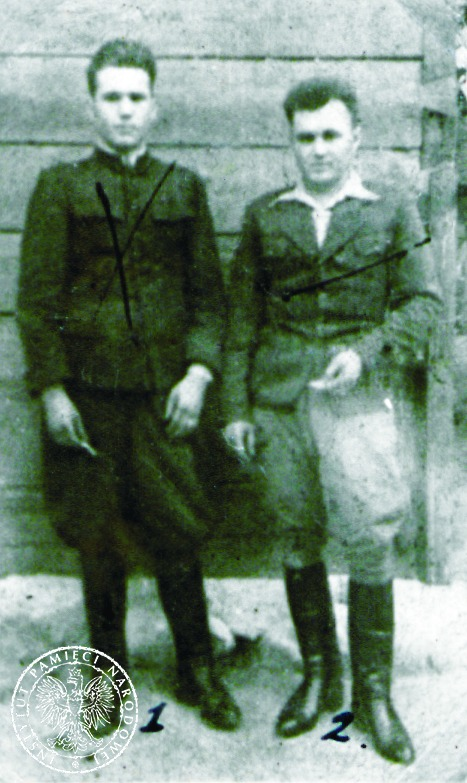
Jan Kmiołek (po prawej) wraz z bratem Franciszkiem ps. „Leszek”, „Mundek”, „Bogdan”

W latach 1946–1951 dowodził zorganizowanym przez siebie oddziałem podziemia niepodległościowego (przez MBP nazwanym „Oddziałem Jana Kmiołka” działającym w rejonie Nasielsk, Pułtusk, Wyszków. W 1945 r. wstąpił do WiN. Do ujawnienia w kwietniu 1947 r. był żołnierzem oddziału „Visa”, operującego na terenie powiatu ostrowskiego. Pełnił funkcję łącznika pomiędzy placówką w Rząśniku a komendantem placówki w Długosiodle. Wkrótce po ujawnieniu ponownie związał się z organizacją złożoną z byłych członków WiN i został dowódcą oddziału. Następnie grupa weszła w skład Narodowego Zjednoczenia Wojskowego. Spośród wielu akcji, odnotowywanych w „Księdze zbioru i streszczeń” (kronice, która była dowodem w sądzie), do najgłośniejszych należało rozbicie więzienia PUBP w Pułtusku (30 października 1946 r.) i brawurowe wyrwanie się z obławy MO i UB 15 sierpnia 1948 r. na bagnach Pulwy.
27 sierpnia 1951 r. aresztowany po prowokacji MBP. W wyniku procesu politycznego jako wróg systemu skazany na 28-krotną karę śmierci przez Wojskowy Sąd Rejonowy w Warszawie na sesji wyjazdowej w Pułtusku. W celu zastraszenia okolicznej ludności proces powtórzono w Zatorach, Długosiodle, Goworowie i Wyszkowie. Zamordowany w Warszawie w więzieniu przy ulicy Rakowieckiej przez funkcjonariuszy Ministerstwa Bezpieczeństwa Publicznego PRL 7 sierpnia 1952 r. wraz z członkiem swojego oddziału Stanisławem Kowalczykiem ps. „Baśka”, „Odwet”. 
Biuro Poszukiwań i Identyfikacji IPN, w ramach prac prowadzonych pod kierunkiem prof. Krzysztofa Szwagrzyka, odnalazło szczątki Jana Kmiołka w kwaterze „Ł” (tzw. Łączce) w 2016 roku. Notę identyfikacyjną odebrał w Pałacu Prezydenckim Jan Kmiołek, bratanek „Wira”, 1 lutego 2018 roku.

## Odznaczenia
29 października 2009 r. za wybitne zasługi dla niepodległości Rzeczypospolitej Polskiej został pośmiertnie odznaczony Krzyżem Komandorskim z Gwiazdą Orderu Odrodzenia Polski.